# 3GPP
مشروع شراكة الجيل الثالث (3GPP) هو مصطلح شامل لعدد من منظمات المعايير التي تطور بروتوكولات للاتصالات المتنقلة. أشهر أعمالها هو تطوير وصيانة 
- جي إس إم ومعايير 2G و2.5 دي ذات الصلة، بما في ذلك جي بي آر إس ومعدلات البيانات المحسنة لتطور نظام جي إس إم.
- تطور طويل الأمد (شبكات اتصالات) ومعايير 3G ذات الصلة، بما في ذلك الوصول عالي السرعة المعزز لرزم البيانات والوصول عالي السرعة المعزز لرزم البيانات.
- جيل رابع (شبكات اتصال) ومعايير 4G الجيل الرابع ذات الصلة، بما في ذلك جيل رابع متقدم وجيل رابع متقدم.
- معايير الجيل الخامس جيل خامس.
- تطوير نظام آي بي متعدد الوسائط الفرعي (IMS) بطريقة مستقلة للوصول.

مشروع شراكة الجيل الثالث عبارة عن اتحاد يضم سبع منظمات وطنية أو إقليمية لمعايير الاتصالات كأعضاء أساسيين ("شركاء تنظيميين") ومجموعة متنوعة من المنظمات الأخرى كأعضاء منتسبين ("شركاء تمثيل السوق"). تنظم 3GPP عملها في ثلاثة تيارات مختلفة: شبكات النفاذ اللاسلكي، وجوانب الخدمات والأنظمة، والشبكة الأساسية والمحطات الطرفية 

## شركاء المنظمة
| المنظمة                                  | البلد / الاقليم            | المسقط الالكتروني |
| ---------------------------------------- | -------------------------- | ----------------- |
| رابطة الصناعات والأعمال الراديوية (ARIB) | اليابان                    | ARIB              |
| التحالف لحلول صناعة الاتصالات (ATIS)     | الولايات المتحدة الامريكية | ATIS              |
| جمعية معايير الاتصالات الصينية (CCSA)    | الصين                      | CCSA              |
| المعهد الأوروبي لمعايير الاتصالات (ETSI) | أوروبا                     | ETSI              |
| جمعية تطوير معايير الاتصالات (TSDSI)     | الهند                      | TSDSI             |
| جمعية تكنولوجيا الاتصالات (TTA)          | كوريا الجنوبية             | TTA               |
| لجنة تكنولوجيا الاتصالات (TTC)           | اليابان                    | TTC               |